# Ризгар Мохаммед Амин
Ризгар Мохаммед Амин (араб. رزغار محمد أمين‎; род. 1957, Сулеймания, Ирак) — иракский политический деятель, бывший судья, председатель судебной палаты Иракского Верховного Трибунала с 19 октября 2005 по 24 января 2006 года, кандидат на пост президента Ирака в 2022 году.

## Биография
Ризгар Мохаммед Амин родился в 1957 году, в Сулеймании. По национальности он курд.
В 1980 году окончил юридический факультет Багдадского Университета. Во время правления Саддама Хусейна был региональным судьей, а в середине 1990-х годов назначен главным судьей областного суда.
19 октября 2005 года в Иракском Верховном Трибунале начался процесс, Ризгар был его первым председателем, а также единственным судьей, чье имя было оглашено.
14 января 2006 года подал прошение об отставке, поскольку новое иракское правительство считало его слишком мягким к обвиняемым. Сотрудники трибунала просили его не покидать свой пост, но 24 января его сменил Рауф Рашид Абдель-Рахман.
30 декабря 2021 на 15-ти летний юбилей казни Саддама Хусейна рассказал о давлении на ход судебного процесса в 2005-2006 годах.
В феврале 2022 года Ризгар объявил о том, что будет баллотироваться кандидатом на пост президента Ирака. Однако на выборах он не одержал победу.

## Личная жизнь
Ризгар Мохаммед Амин живет в своем родном городе Сулеймания после выхода в отставку со своей женой Назанин Ахмед.
У него четверо детей.

## Взгляды
В апреле 2016 года дал интервью телеканалу RT, где раскрыл некоторые подробности суда над Саддамом Хусейном и заявил, что является сторонником отмены смертной казни в Ираке за любые преступления.